# Yosef Shalom Eliashiv
Yosef Shalom Elyashiv nació el 10 de abril de 1910 y falleció el 18 de julio de 2012. Fue un posek y rabino de la comunidad religiosa judía. Nació en Lituania y tras vivir allí en su infancia, se trasladó a los Estados Unidos de América, regresando luego a Israel hasta el fin de sus días.

## Biografía
Eliashiv era hijo del rabino Abraham Eliashiv, natural de Gómel (Bielorrusia), y de Chaya Musha, hija del cabalista y rabino Shlomo Eliashiv fallecido en 1925 en Šiauliai (Lituania). Yosef Shalom Eliashiv nació en 1910 en Šiauliai. 
Shalom Eliashiv emigró junto a sus padres a Israel en 1922, apenas con 12 años de edad. Shalom Eliashiv era hijo único, nació 17 años después del matrimonio de sus progenitores. El gran rabino de Palestina, Abraham Isaac Kook, le sugirió que se casara con Sheina Chaya, hija del rabino Aryeh Levin, quien falleció el 19 de junio de 1994. Kook, el gran rabino, ofició la boda. La pareja tuvo cinco hijos y siete hijas. Seis de sus hijas se casaron con rabinos importantes.
Durante la vida de Shalom Eliashiv, seis de sus hijos murieron: dos de ellos en su más temprana juventud: uno de una enfermedad cuando era un niño, y una de las hijas fue asesinada en 1948. Sus otros cuatro hijos murieron en el transcurso de la larga vida de Eliashiv. Producto de su longevidad, en el momento de su muerte, tenía centenares de descendientes, incluidos dos de sexta generación.
En febrero de 2012, Shalom Eliashiv ingresó en la unidad de cuidados intensivos del Centro Médico Shaare Zedek de Israel, debido a un edema pulmonar agudo y problemas cardíacos. Shalom Eliashiv murió el 18 de julio de 2012 a los 102 años y fue enterrado en el cementerio de Har HaMenuchot de Jerusalén, acompañado por un cortejo fúnebre nocturno de miles de personas.

## Líder espiritual y político

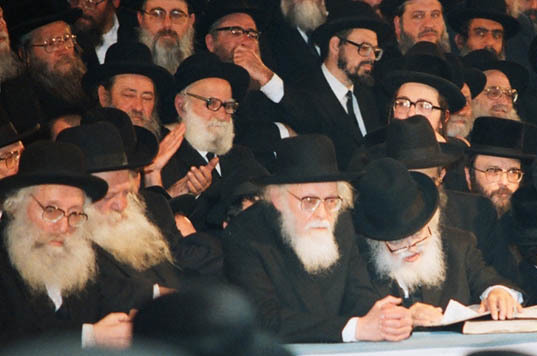
Rabbi Shach

Eliashiv comenzó su carrera como juez en el sistema de tribunales religiosos judíos del Estado de Israel, y fue un protegido del rabino principal asquenazí de Israel, Yitzhak HaLevi Herzog. A principios de la década de 1970, trabajó como juez en el sistema judicial estatal.
En 1989, tras el establecimiento del partido político religioso Déguel HaTorá, su líder espiritual, el Rabino Elazar Shach, le pidió a Eliashiv que se uniera al liderazgo público del partido. Eliashiv asistió a las principales reuniones de dicho partido, que actualmente forma parte de la coalición electoral Yahadut HaTorah en la Knésset, el Parlamento israelí. 
Eliashiv no era el jefe de una congregación, la yeshivá o comunidad en particular, pero después de la muerte del Rabino Shach, ocupó su puesto y ejerció una gran influencia política casi absoluta sobre el partido. La mayoría de los Rosh yeshivas ("directores de yeshivas") asociados con el movimiento Agudath Israel de América, buscaron con frecuencia sus opiniones, y siguieron sus consejos y directrices sobre una amplia gama de cuestiones políticas y comunitarias que afectaron al judaísmo ortodoxo.
La revista Time se refirió al Rabino Eliashiv como el predecesor de Aharon Yehuda Leib Shteinman y lo calificó como Gadol HaDor ("un líder de su generación").
Yossi Elituv, editor del influyente semanario ultra-ortodoxo Mishpacha, escribió sobre Eliashiv lo siguiente: 
"El Rabino Eliashiv, será recordado como un gran erudito rabínico del siglo XX y principios del siglo XXI. Shalom Elyashiv dedicó toda su vida al estudio de la Santa Torá y fue una inspiración para todos nosotros."
Hasta su muerte a la edad de 102 años, el Rabino Eliashiv fue el líder supremo de la comunidad ultra ortodoxa lituana en la Tierra de Israel. En la diáspora muchos judíos asquenazíes lo consideraban la autoridad máxima contemporánea sobre la ley judía. Yosef Eliashiv pasó la mayor parte de sus días dedicado al estudio del Sagrado Talmud de Babilonia y pronunció sermones sobre el Talmud y el Shulján Aruj en una sinagoga ubicada en el barrio de Mea Shearim, en Jerusalén, donde él residía. Recibió mensajes de todo el Mundo y respondió a las preguntas más complejas sobre la Halajá.

## Obras literarias
Las decisiones legales y las opiniones rabínicas de Shalom Eliashiv han sido registradas en varios libros. Los cuatro volúmenes de Kovetz Teshuvos contienen respuestas rabínicas, respondiendo a las preguntas que se le hicieron durante muchos años. Muchos de sus comentarios éticos y sus sermones sobre la Torá, la mayoría de los cuales datan de los años cincuenta del siglo XX, fueron recopilados y publicados en un libro titulado Divrei Aggadah. Recientemente se ha impreso una Hagadá para Pésaj que incluye sus comentarios y sus decisiones legales. Otra obra que incluye sus decisiones legales sobre la Ley judía (Halajá) se titula Yashiv Moshe.